# At-Ta’una
At-Ta’una (arab. التاعونة) – miejscowość w Syrii, w muhafazie Hama. W 2004 roku liczyła 1056 mieszkańców.